# Admiral of the fleet
Admiral of the fleet (flådens admiral eller storadmiral) er den højeste rang i den britiske flåde. Titlen svarer til Feltmarskal i hæren og til Marshal of the Royal Air Force i flyvevåbenet.
Titlen har været i brug i den engelske (senere britiske) flåde siden 1690. Den seneste udnævnelse af en ikke-kongelig fandt sted i 1995. 
Titlen er ofte blevet givet til ældre officerer, der ikke længere er i aktiv tjeneste. 
Mellem 1898 og 1995 er de fleste afgående eller tidligere indehavere af embedet First Sea Lord blevet udnævnte til Admiral of the fleet. Mellem 1911 og 1966 var der dog enkelte First Sea Lords, der aldrig blev Admiral of the fleet.

## Britiske søofficerer
Denne liste er ufuldstændig; hjælp gerne med at udfylde den.
- Hertugen af Edinburgh (prins Alfred, senere regerende hertug i Sachsen-Coburg og Gotha) , udnævnt 1893.
- Vicegreven Jellicoe (senere 1. jarl af Jellicoe), udnævnt 1919.
- Sir David Beatty (senere 1. jarl af Beatty), udnævnt 1919.
- Louis af Battenberg, (som pensioneret søofficer (First Sea Lord)), udnævnt 1921.
- Kong Edward 8. af Storbritannien, (tidligere kadet), udnævnt 1936.
- Kong Georg 6. af Storbritannien (tidligere midshipman, derefter søofficer og pilot), udnævnt 1936.
- The Lord Fraser of North Cape (First Sea Lord 1948–1951), udnævnt 1948.
- Hertugen af Edinburgh (tidligere Commander (kommandørkaptajn), desuden Lord High Admiral of the United Kingdom fra 2011), udnævnt 1953.

## Ærestitler til kongelige
- Hertugen af Clarence og St. Andrews (senere kong Vilhelm 4. af Storbritannien), udnævnt 1811.
- Prinsen af Wales (senere kong Edward 7. af Storbritannien), udnævnt 1887.
- Kejser Wilhelm 2. af Tyskland, udnævnt 1887.
- Kejser Nikolaj 2. af Rusland, udnævnt 1908.
- Prins Henrik af Preussen, (tysk admiral, bror til Wilhelm 2. af Tyskland), udnævnt 1910.
- Kong Olav 5. af Norge, udnævnt 1988.
- Prinsen af Wales, udnævnt 2012.